# Rimbula River
Rimbula River is een rondvaart door de tropische kas Rimbula van Wildlands Adventure Zoo Emmen langs een aantal diorama's en diverse dierenhabitats. Rimbula River werd in gebruik genomen bij de officiële opening van het park op 25 maart 2016. Het is ontwikkeld is door MACK Rides. Jora Vision was verantwoordelijk voor de decoratie van de attractie.

## Rit
De entree verbeeldt het onderzoekscentrum van de fictieve ontdekkingsreiziger Jungle Jim. Ook is er een aquarium met klauwkikkers.
De bootjes zijn vormgegeven als uit bamboe en vliegtuigonderdelen opgetrokken bouwsels van Jim. Tijdens de rit vertelt Jim over het leven in de jungle. Kort na het verlaten van het station komt men langs de geïmproviseerde waterzuiveringsinstallatie van Jim. De boot vaart vervolgens tussen twee eilanden met levende slingerapen door. De apen kunnen via touwen over de boot heen van het ene naar het andere eiland klimmen.
Net voorbij de eilanden komt de boot in een grot, waar grotschilderingen en (nagemaakte) bioluminescentie te zien zijn. Na het verlaten komt men in de zogenaamde Olifantenvallei, waar levende olifanten vlak bij de boot in het water kunnen komen. Men vaart dan nog langs een eiland met levende gibbons en de wasinstallatie van Jim, alvorens terug te keren in het station.
Gedurende de reis wordt de bezoeker verrast door speciale effecten.